# Rongères
Rongères est une commune française, située dans le sud du département de l'Allier en région Auvergne-Rhône-Alpes.

## Géographie

### Localisation
Le village de Rongères est situé au centre-est du département de l'Allier. Jusqu'en mars 2015, il faisait partie du canton de Varennes-sur-Allier. À la suite du redécoupage des cantons du département, la commune est rattachée au canton de Saint-Pourçain-sur-Sioule.
Cinq communes sont limitrophes de Rongères :
| Varennes-sur-Allier | Montoldre | Boucé |
|                     | Rongères  |       |
| Créchy              | Langy     |       |

### Transports
La route nationale 7 passe par la commune, du nord-ouest vers Varennes-sur-Allier et Moulins au sud-est vers Lapalisse et Roanne.
Le territoire communal est traversé par les routes départementales 23 (au nord de la commune, en direction de Boucé), 172 (vers Montaigu-le-Blin à l'est), 268 (vers Montoldre au nord et Créchy au sud).

### Climat
Pour des articles plus généraux, voir Climat d'Auvergne-Rhône-Alpes et Climat de l'Allier.
En 2010, le climat de la commune est de type climat océanique dégradé des plaines du Centre et du Nord, selon une étude du CNRS s'appuyant sur une série de données couvrant la période 1971-2000. En 2020, Météo-France publie une typologie des climats de la France métropolitaine dans laquelle la commune est dans une zone de transition entre le climat océanique altéré et le climat de montagne ou de marges de montagne et est dans la région climatique Centre et contreforts nord du Massif Central, caractérisée par un air sec en été et un bon ensoleillement.
Pour la période 1971-2000, la température annuelle moyenne est de 11 °C, avec une amplitude thermique annuelle de 16,3 °C. Le cumul annuel moyen de précipitations est de 774 mm, avec 10,6 jours de précipitations en janvier et 7,4 jours en juillet. Pour la période 1991-2020, la température moyenne annuelle observée sur la station météorologique de Météo-France la plus proche, sur la commune de Paray-sous-Briailles à 6 km à vol d'oiseau, est de 11,7 °C et le cumul annuel moyen de précipitations est de 744,7 mm,. Pour l'avenir, les paramètres climatiques de la commune estimés pour 2050 selon différents scénarios d'émission de gaz à effet de serre sont consultables sur un site dédié publié par Météo-France en novembre 2022.

## Urbanisme

### Typologie
Au 1er janvier 2024, Rongères est catégorisée commune rurale à habitat dispersé, selon la nouvelle grille communale de densité à 7 niveaux définie par l'Insee en 2022.
Elle est située hors unité urbaine. Par ailleurs la commune fait partie de l'aire d'attraction de Varennes-sur-Allier, dont elle est une commune de la couronne,. Cette aire, qui regroupe 3 communes, est catégorisée dans les aires de moins de 50 000 habitants,.

### Occupation des sols

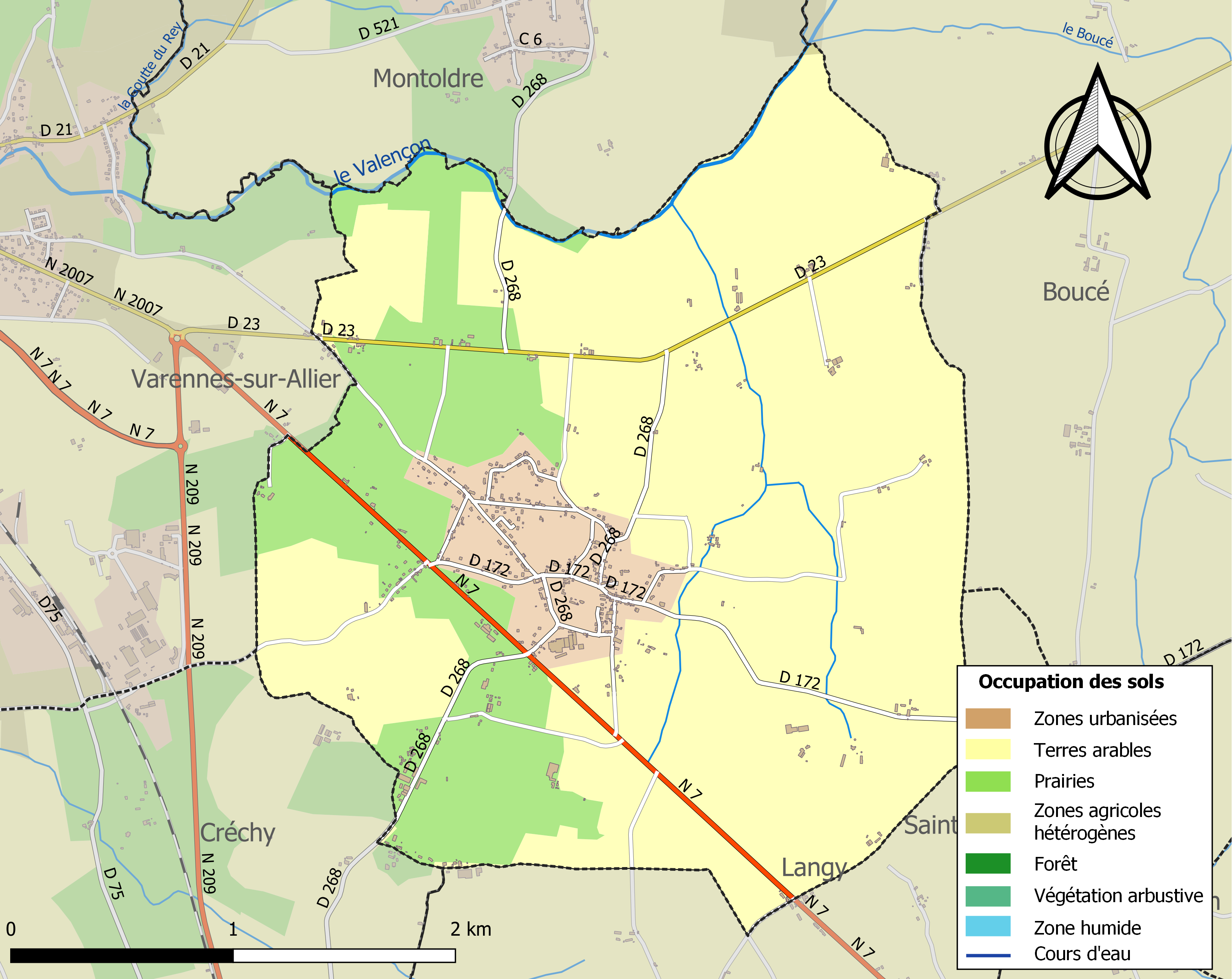
Carte des infrastructures et de l'occupation des sols de la commune en 2018 (CLC).

L'occupation des sols de la commune, telle qu'elle ressort de la base de données européenne d’occupation biophysique des sols Corine Land Cover (CLC), est marquée par l'importance des territoires agricoles (92,6 % en 2018), une proportion identique à celle de 1990 (92,6 %). La répartition détaillée en 2018 est la suivante : terres arables (71,8 %), prairies (20,8 %), zones urbanisées (7,4 %).
L'IGN met par ailleurs à disposition un outil en ligne permettant de comparer l’évolution dans le temps de l’occupation des sols de la commune (ou de territoires à des échelles différentes). Plusieurs époques sont accessibles sous forme de cartes ou photos aériennes : la carte de Cassini (XVIIIe siècle), la carte d'état-major (1820-1866) et la période actuelle (1950 à aujourd'hui).

## Histoire
Au début du XXe siècle, on y a découvert des objets en or (coupe apode, diadème et bracelets) datés entre 1500 et 1250 av. J.-C.,.

## Politique et administration
| Période                                  | Période    | Identité          | Étiquette | Qualité                                                                                                  |
| ---------------------------------------- | ---------- | ----------------- | --------- | --- |
| Les données manquantes sont à compléter. |            |                   |           | |
| mars 2001                                | avril 2014 | Daniel Allegre    |           | |
| avril 2014                               | mai 2020   | Michelle Berthier |           | Cadre (entreprise publique) 2e vice-président de la communauté de communes Varennes-Forterre (2014-2016) |
| mai 2020                                 | En cours   | Christophe Minet  |           | Ancien cadre - Retraité de la gendarmerie                                                                |

## Population et société

### Démographie
L'évolution du nombre d'habitants est connue à travers les recensements de la population effectués dans la commune depuis 1793. Pour les communes de moins de 10 000 habitants, une enquête de recensement portant sur toute la population est réalisée tous les cinq ans, les populations de référence des années intermédiaires étant quant à elles estimées par interpolation ou extrapolation. Pour la commune, le premier recensement exhaustif entrant dans le cadre du nouveau dispositif a été réalisé en 2005.

En 2022, la commune comptait 552 habitants, en évolution de −2,82 % par rapport à 2016 (Allier : −1,38 %, France hors Mayotte : +2,11 %).
| 1793 | 1800 | 1806 | 1821 | 1831 | 1836 | 1841 | 1846 | 1851 |
| ---- | ---- | ---- | ---- | ---- | ---- | ---- | ---- | ---- |
| 411  | 456  | 445  | 485  | 507  | 546  | 580  | 612  | 626  |

| 1856 | 1861 | 1866 | 1872 | 1876 | 1881 | 1886 | 1891 | 1896 |
| ---- | ---- | ---- | ---- | ---- | ---- | ---- | ---- | ---- |
| 611  | 592  | 603  | 587  | 633  | 625  | 649  | 580  | 580  |

| 1901 | 1906 | 1911 | 1921 | 1926 | 1931 | 1936 | 1946 | 1954 |
| ---- | ---- | ---- | ---- | ---- | ---- | ---- | ---- | ---- |
| 554  | 542  | 565  | 511  | 502  | 505  | 450  | 444  | 459  |

| 1962 | 1968 | 1975 | 1982 | 1990 | 1999 | 2005 | 2006 | 2010 |
| ---- | ---- | ---- | ---- | ---- | ---- | ---- | ---- | ---- |
| 465  | 444  | 430  | 509  | 570  | 566  | 543  | 537  | 582  |

| 2015 | 2020 | 2022 | - | - | - | - | - | - |
| ---- | ---- | ---- | - | - | - | - | - | - |
| 570  | 543  | 552  | - | - | - | - | - | - |

### Enseignement
Rongères dépend de l'académie de Clermont-Ferrand. Elle gère une école élémentaire publique, où 55 élèves sont scolarisés pour l'année 2015-2016.
Hors dérogations à la carte scolaire, les collégiens se rendent à Varennes-sur-Allier et les lycéens à Saint-Pourçain-sur-Sioule.

## Culture locale et patrimoine

### Lieux et monuments

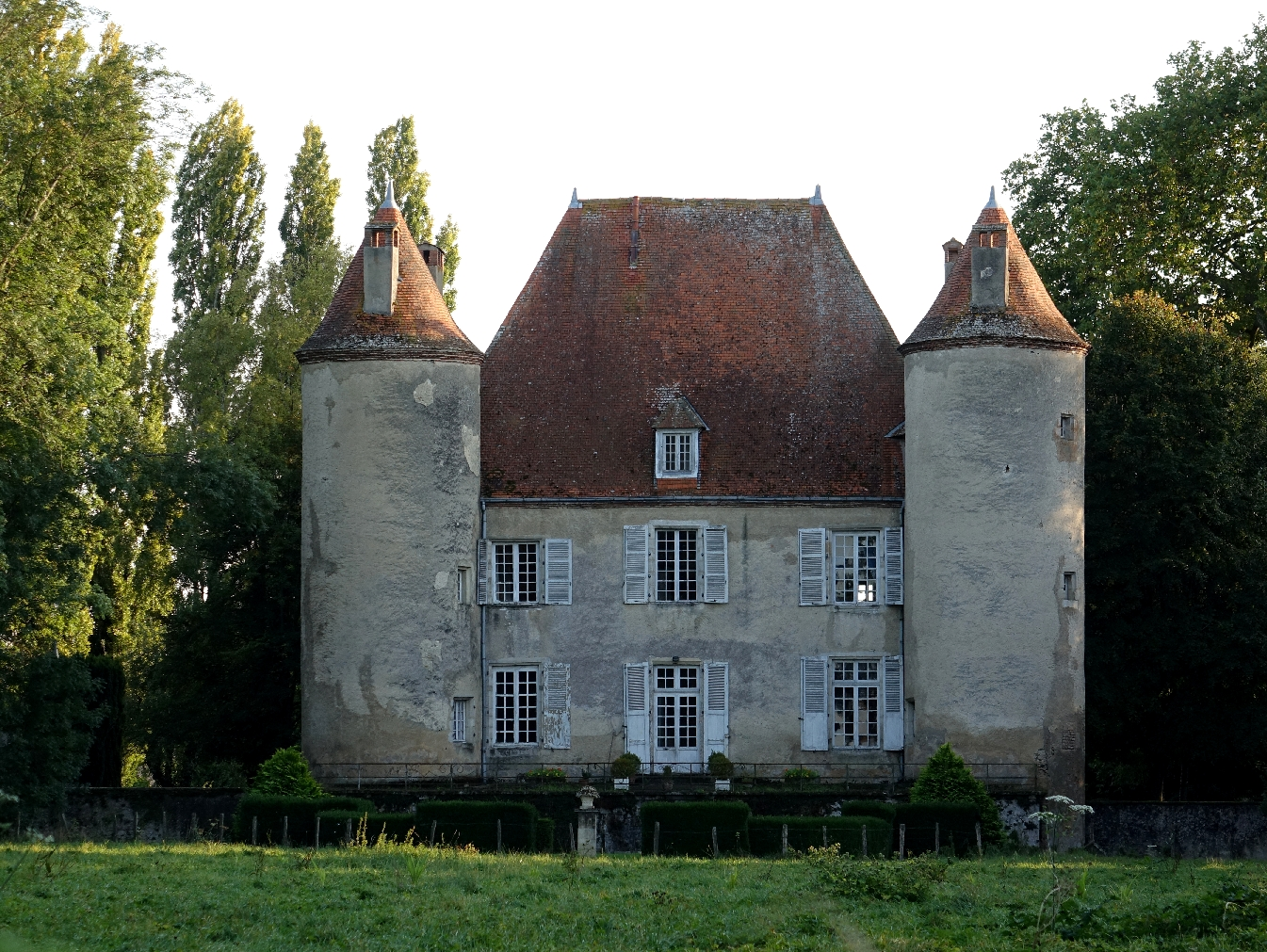
Château du Méage.

- Église dédiée à Marie-Madeleine. Pendant la Deuxième Guerre mondiale le clocher fut détruit et rebâti par la suite.
- La mairie est un ancien couvent de religieuses.
- Château du Méage à 1 km au sud-sud-est du bourg : un portail en fer forgé ouvre sur une cour bordée par le château (XVe siècle ?)[28] et les communs. Des douves en eau entourent le château.